# Писаћа машина (филм из 1975)
„Писаћа машина” је југословенски ТВ филм из 1975. године. Режирао га је Велимир Стојановић а сценарио је написао Срђо Боговић.

## Улоге
| Глумац          | Улога |
| --------------- | ----- |
| Миодраг Брезо   | Карло |
| Руди Алвађ      |       |
| Владо Јокановић |       |
| Ратко Петковић  |       |
| Аднан Палангић  |       |
| Анђелко Шаренац |       |
| Горан Савић     |       |
| Милиновић Весна |       |
| Жана Јовановић  |       |

Остале улоге  ▼
| Глумац          | Улога |
| --------------- | ----- |
| Борислав Тришић |       |
| Зоран Симоновић |       |
| Владо Гаћина    |       |
| Ранко Гучевац   |       |